# Далёки (Кесовогорский район)
Далёки — деревня в Кесовогорском районе Тверской области, входит в состав Лисковского сельского поселения.

## Географическое положение
Деревня расположена на берегу реки Кашинка в 5 км на северо-запад от центра поселения деревни Лисково и в 19 км на запад от райцентра посёлка Кесова Гора.

## История
В 1812 году в селе была построена каменная Преображенская церковь. 
В конце XIX — начале XX века село входило в состав Радуховской волости Бежецкого уезда Тверской губернии. В 1859 году в селе было 47 дворов. 
С 1929 года деревня являлась центром Далековского сельсовета Кесовогорского района Бежецкого округа Московской области, с 1935 года — в составе Калининской области, с 1954 года — в составе Лисковского сельсовета, с 2005 года — в составе Лисковского сельского поселения.

## Население
| 1859 | 1897 | 2010 |
| ---- | ---- | ---- |
| 392  | ↗514 | ↘7   |

## Достопримечательности
В селе расположена недействующая Церковь Спаса Преображения (1812).